# Bech (Solingen)
Bech ist eine Hofschaft in der bergischen Großstadt Solingen.

## Lage und Beschreibung
Die Hofschaft Bech befindet sich im bewaldeten Lochbachtal im Süden des Stadtteils Wald nahe der Grenze zu Merscheid. Der Ort liegt an einem Nordhang des Lochbachtals, das südwestlich in Serpentinen von der Bebelallee durchquert wird. Die zu dem Ort gehörenden Gebäude erstrecken sich heute von der Röntgenstraße entlang der Becher Straße bis zur Einmündung der Sedanstraße, Teile der Hofschaft sind heute auch zur Kornstraße nummeriert. Die Becher Mühle liegt etwas südlich nahe der Bebelallee. Durch die nur geringfügige bauliche Verdichtung in der Nachkriegszeit präsentiert sich die Hofschaft heute als im Solinger Raum seltenes Beispiel einer relativ homogenen Bebauung aus Fachwerkhäusern des Bergischen Stils, von denen die meisten aus der Zeit des 18. und 19. Jahrhunderts stammen. Knapp 20 der historischen Gebäude stehen heute unter Denkmalschutz.
Benachbarte Orte sind bzw. waren (von Nord nach West): Häuschen, Weyer, Scheuer, Tiefendick, Bäckershof, Merscheid, Weckshäuschen, Schwarzenhäuschen, Deusberg, Engelsberg und Bavert.

## Etymologie
Die Ortsbezeichnungen Bech (früher in der Bech) oder Beeke bedeuten Bach. Der Ort befindet sich am Lochbach.

## Geschichte
Bech gehört zu den Höfen, die bereits vor dem Jahr 1500 vorhanden waren, möglicherweise sogar schon im 14. Jahrhundert. Die erste urkundliche Erwähnung ist als upem Bleche auf das Jahr 1498 datiert, nach anderen Quellen ist Bech bereits im Jahre 1384 vorhanden gewesen. Im Jahre 1690 wird der Ort als in der Bech erwähnt. Im 17. Jahrhundert war die Hofschaft Wohnsitz von Schwertfegerfamilien.
Im Jahre 1715 ist der Ort in der Karte Topographia Ducatus Montani, Blatt Amt Solingen, von Erich Philipp Ploennies mit zwei Hofstellen verzeichnet und als Bech benannt. Auch die nahegelegene Becher Mühle, 1641 erstmals als Fruchtmühle erwähnt, sowie ein Schleifkotten, der spätere Becher Hammer, sind in der Karte von 1715 bereits verzeichnet. Der Ort gehörte zur Honschaft Merscheid innerhalb des Amtes Solingen. Die Topographische Aufnahme der Rheinlande von 1824 verzeichnet den Ort als in der Bech, in der Preußischen Uraufnahme von 1844 ist er als Bech benannt. In der Topographischen Karte des Regierungsbezirks Düsseldorf von 1871 ist der Ort erneut als Bech verzeichnet. Auch die preußische Neuaufnahme von 1893 verzeichnet den Ort als Bech.
Nach Gründung der Mairien und späteren Bürgermeistereien Anfang des 19. Jahrhunderts gehörte Bech zur Bürgermeisterei Merscheid, die 1856 zur Stadt erhoben und im Jahre 1891 in Ohligs umbenannt wurde.
1815/16 lebten 180, im Jahr 1830 223 Menschen im als Dorf bezeichneten Wohnplatz in der Bech. 1832 war der Ort weiterhin Teil der Honschaft Merscheid innerhalb der Bürgermeisterei Merscheid, dort lag er in der Flur V. Merscheid. Der nach der Statistik und Topographie des Regierungsbezirks Düsseldorf als Hofstadt kategorisierte Ort besaß zu dieser Zeit 24 Wohnhäuser, 34 landwirtschaftliche Gebäude und vier Fabrikationsstätten bzw. Mühlen. Zu dieser Zeit lebten 172 Einwohner im Ort, davon zwölf katholischen und 160 evangelischen Bekenntnisses. Die Gemeinde- und Gutbezirksstatistik der Rheinprovinz führt den Ort 1871 mit 37 Wohnhäusern und 257 Einwohnern auf. Im Gemeindelexikon für die Provinz Rheinland von 1888 werden 41 Wohnhäuser mit 265 Einwohnern angegeben. 1895 besitzt der Ortsteil 37 Wohnhäuser mit 314 Einwohnern.

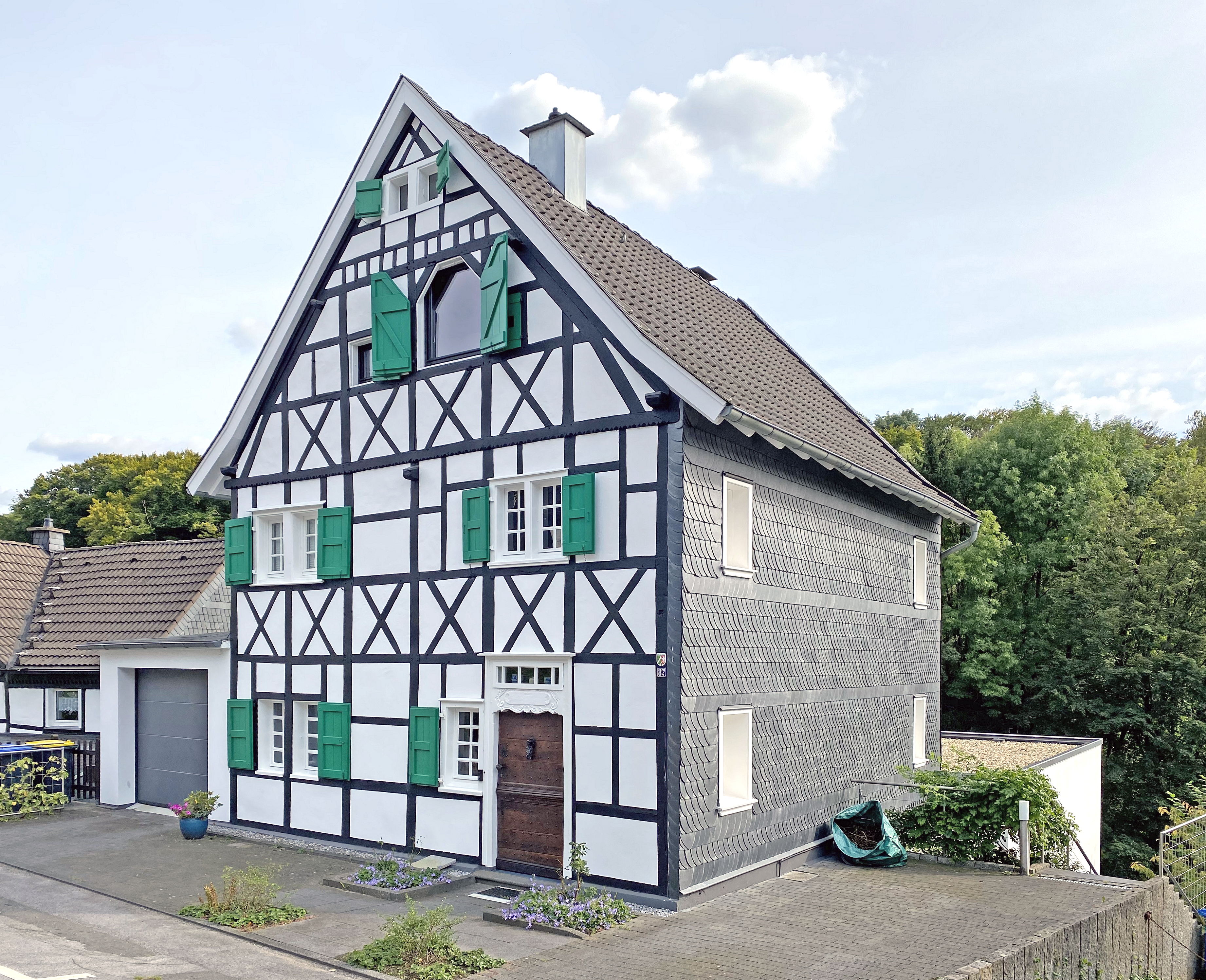
Becher Straße 87

Anfang des 20. Jahrhunderts wurde am Südrand der Hofschaft die heutige Bebelallee angelegt, die auf einem Damm das Tal des Lochbachs querte. Mit der Städtevereinigung zu Groß-Solingen im Jahre 1929 wurde Bech ein Ortsteil Solingens. Von 1919 bis in die 1970er Jahre befand sich in einem Nebengebäude in Bech die Werkstatt der Scherenschleiferei Leverkus, deren originale Innenausstattung heute im LVR-Industriemuseum Solingen gezeigt wird.
Durch ihre Tallage wurde eine weitere bauliche Erschließung der Hofschaft in weiten Teilen verhindert, wie dies ab dem Ende des 19. Jahrhunderts etwa am nahe gelegenen Weyer geschah. Die Hofschaft geriet dadurch in den 1920er Jahren in das Blickfeld der Heimatbewegung, die sich für den Erhalt der Grundstrukturen im Ort sowie für die einzelnen Fachwerkhäuser einsetzte. Von den vielen historischen Fachwerkhäusern in Bech stehen seit 1984/1985 an der Becher Straße 15 Gebäude unter Denkmalschutz, an der Kornstraße zwei und an der Röntgenstraße weitere zwei Gebäude. Unter den Baudenkmälern befindet sich auch das architektonisch wertvolle Gebäude Becher Straße 87 aus dem Jahr 1756. Nach den heutigen Bezirksgrenzen gehört Bech zum Solinger Stadtteil Wald.

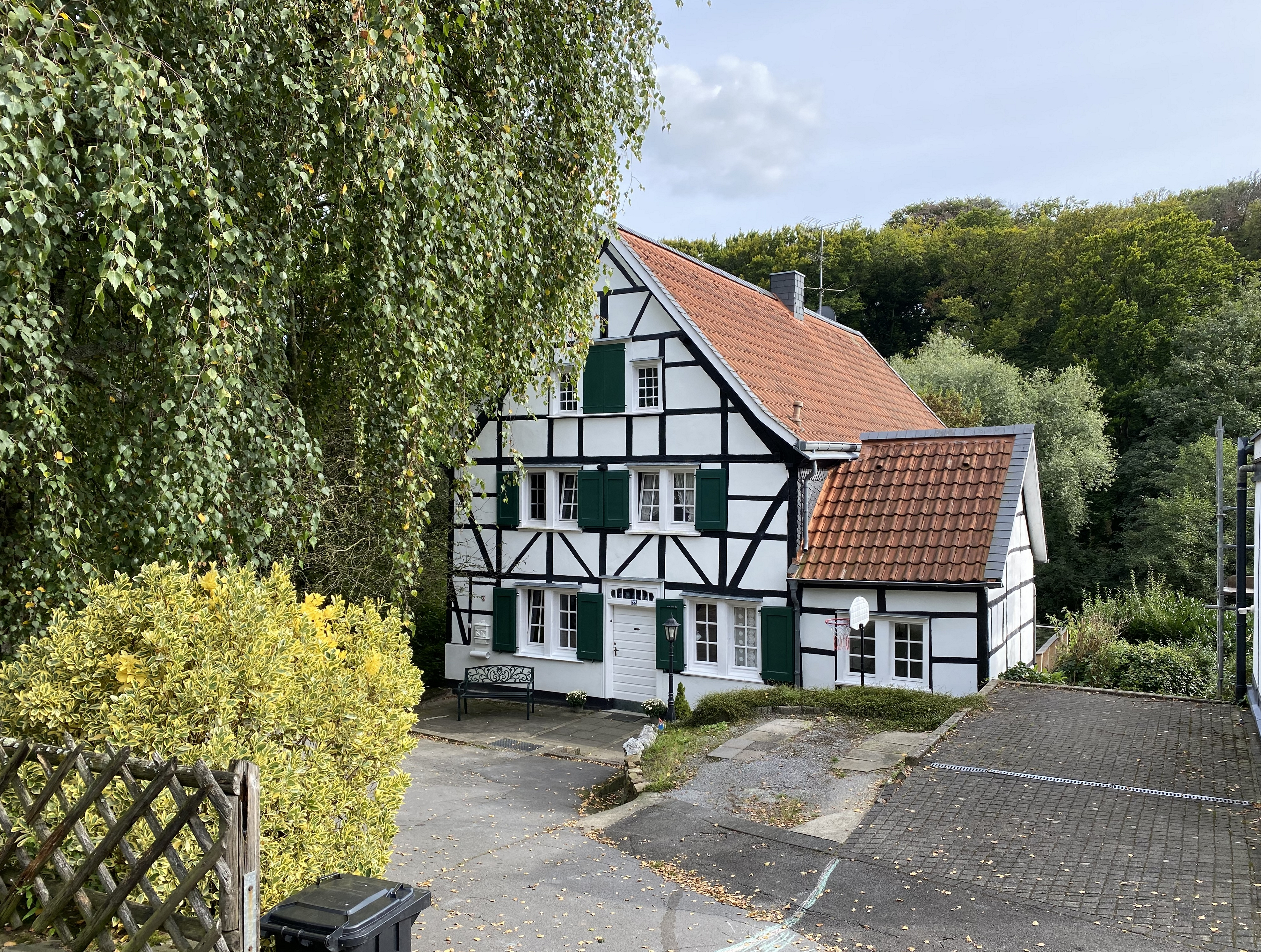
Becher Straße 77
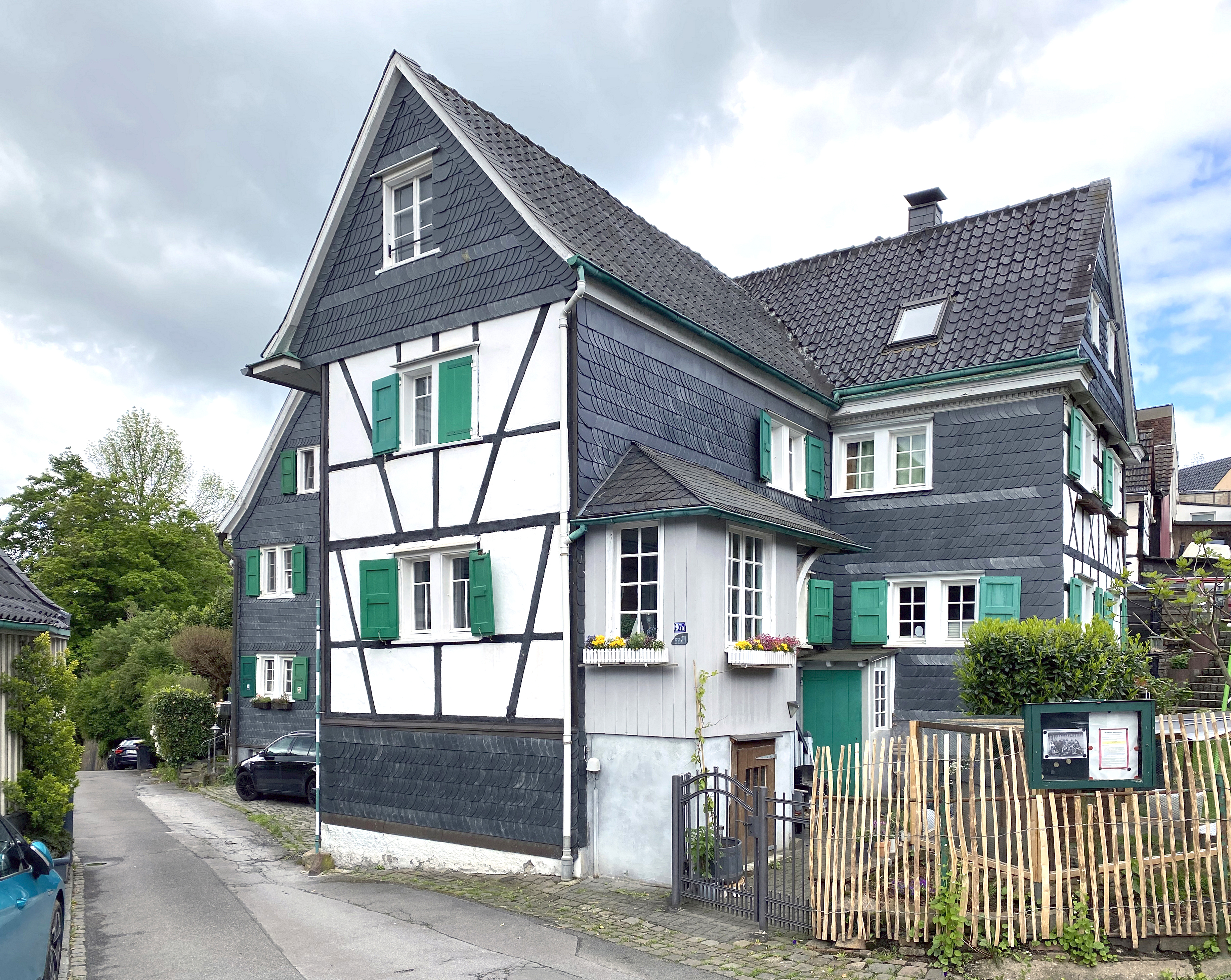
Becher Straße 97/97a
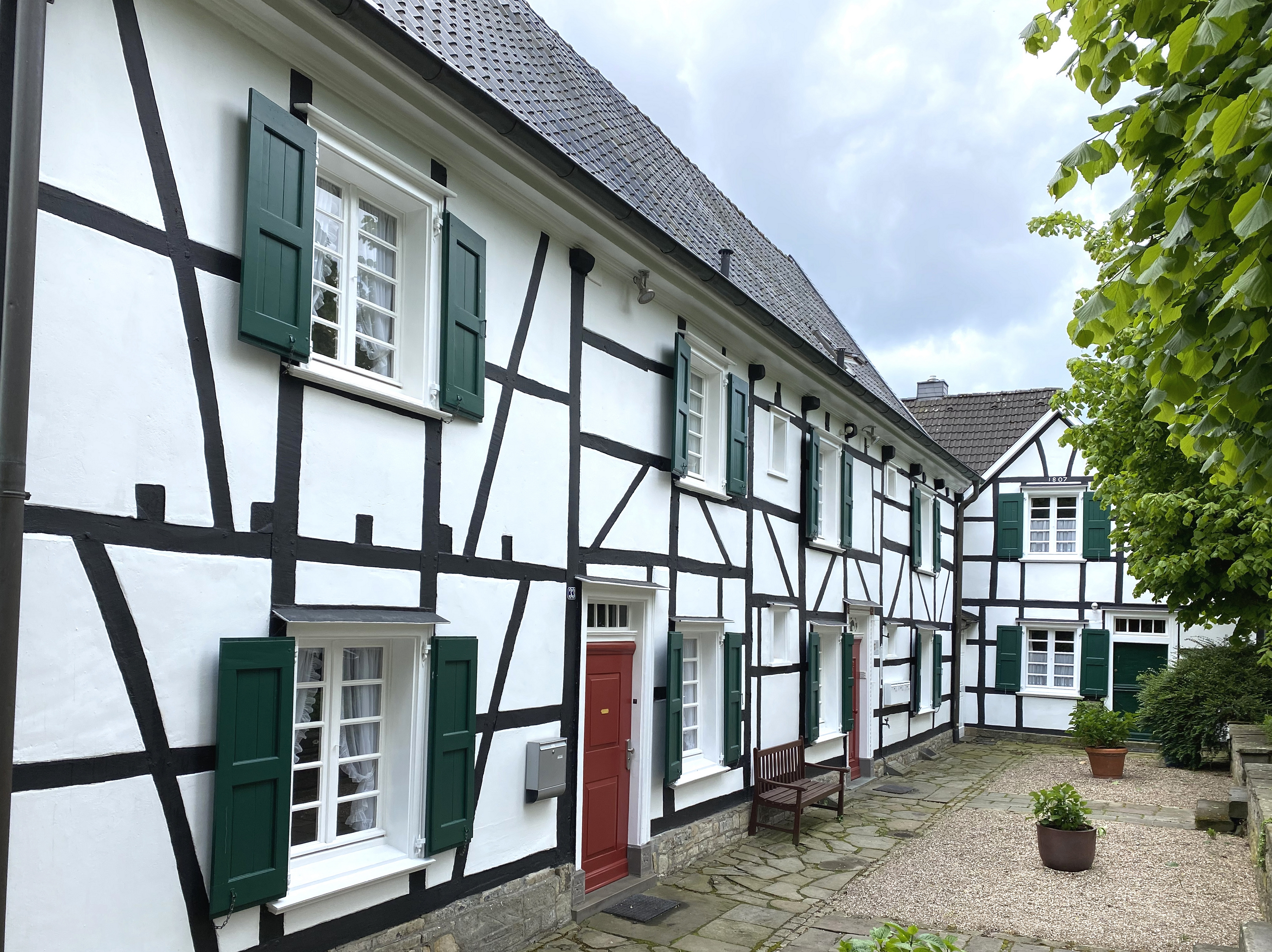
Kornstraße 33/33a
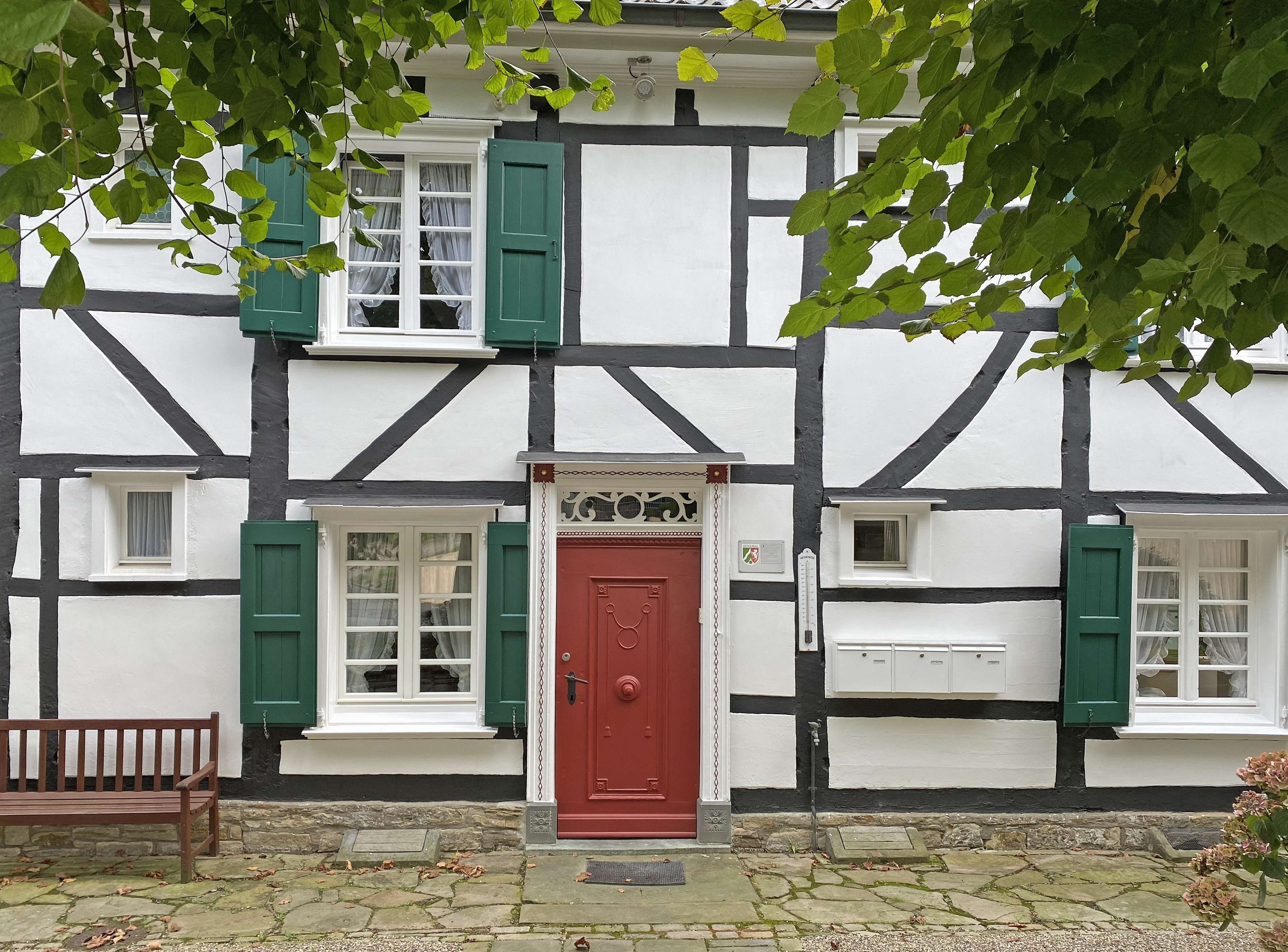
Haustüre Kornstraße 33a